# Жорж Барб'є
Жорж Барб'є́ (фр. George Barbier; 10 жовтня 1882, Нант — 16 березня, 1932, Париж) — французький художник, маляр-модельєр та ілюстратор.

## Життєпис
Учень Жана-Поля Лорана, він закінчив Вищу національну школу вишуканих мистецтв у Парижі. Перша його виставка відбулася в Салоні гумористів у 1910 році, де він фігурував під псведонімом Едуард Вільям.
Співробітничав в сатиричних газетах («Le Rire», "La Baïonnette) і в серйозніших («La Gazette», «Modes et maniires d'aujourd'hui», «Les Feuillets d'art», «Femina», «Vogue», «Comœdia illustré», «le Jardin des dames et des modes»), причому готував не тільки ілюстрації до розділів про моду, але і тексти.
На його рахунку також оригінальні екслібриси, оформлення мюзик-голів, театрів і синематографів, костюми для Вацлава Ніжінського і Рудольфо Валентіно.
Серед ілюстрованих ним книг — видання Бодлера, Теофіля Готьє, Мюссе, Верлена, Луве де Кувре.

## Графіка Ж.Барб'є для журналів мод

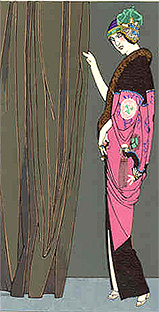

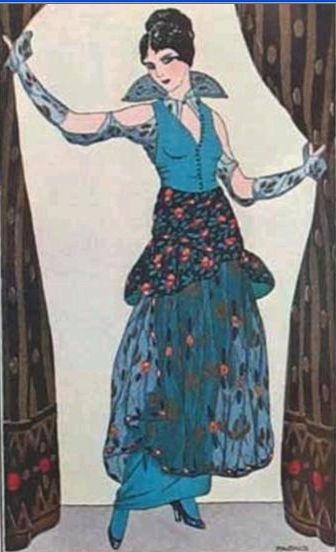
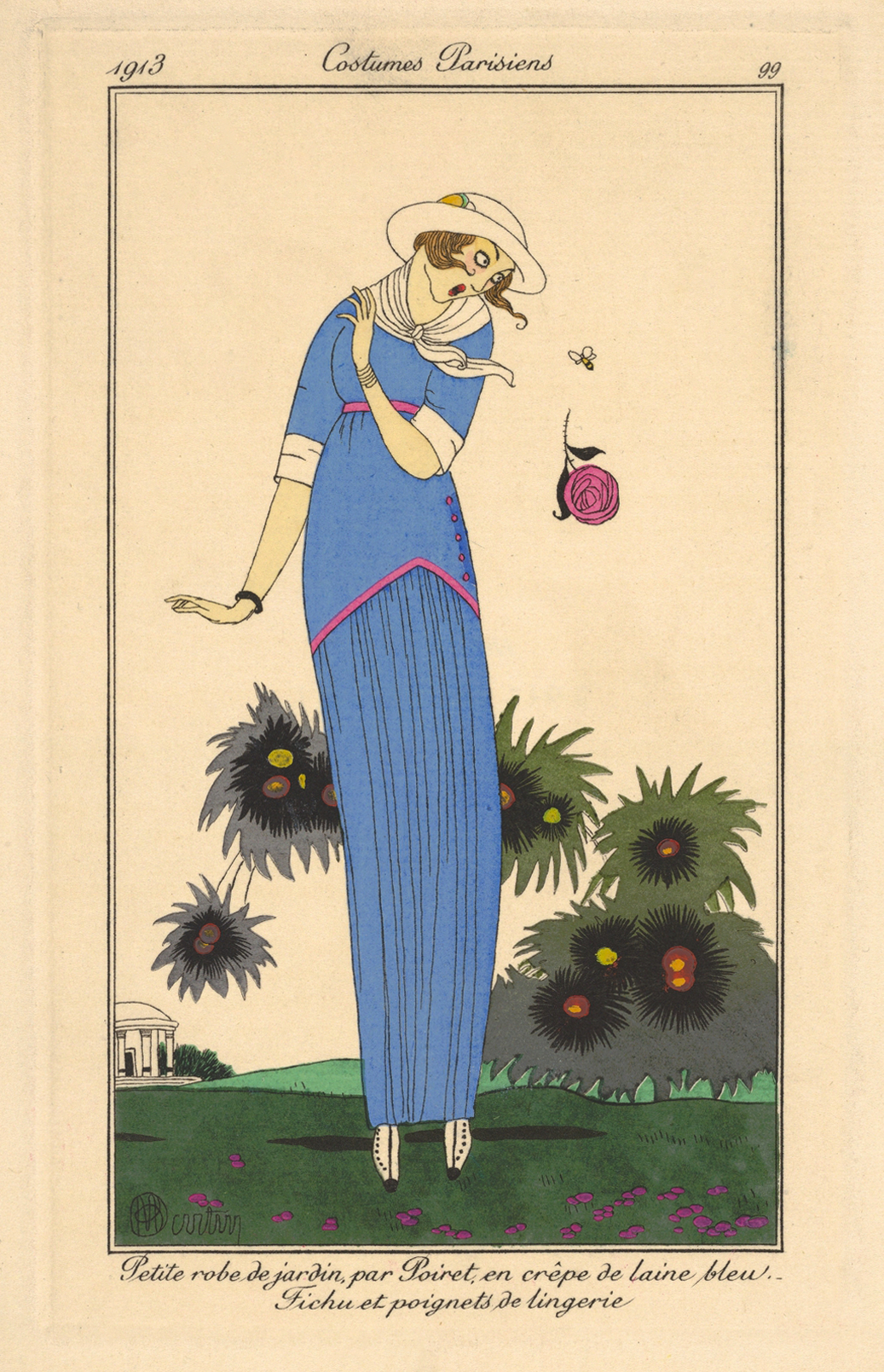
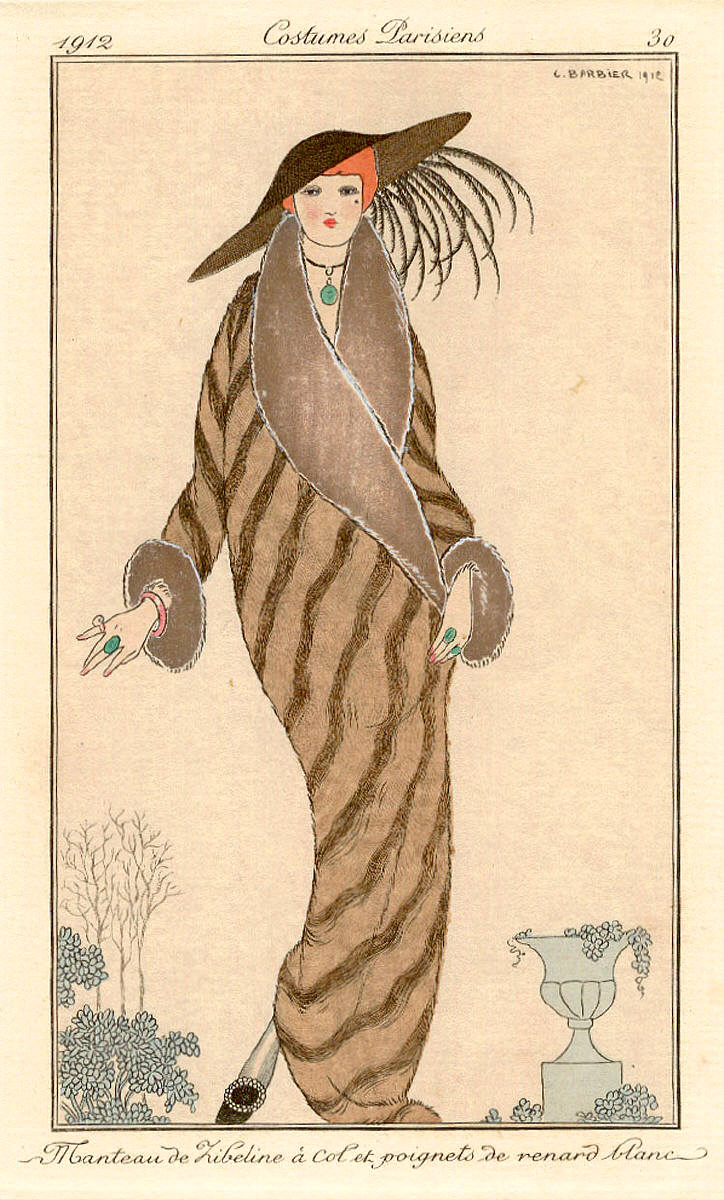
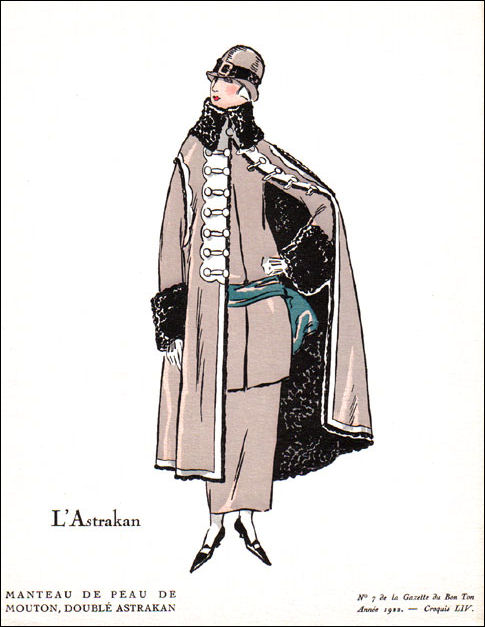

## Графіка, присвячена танцівнику Вацлаву Ніжинському

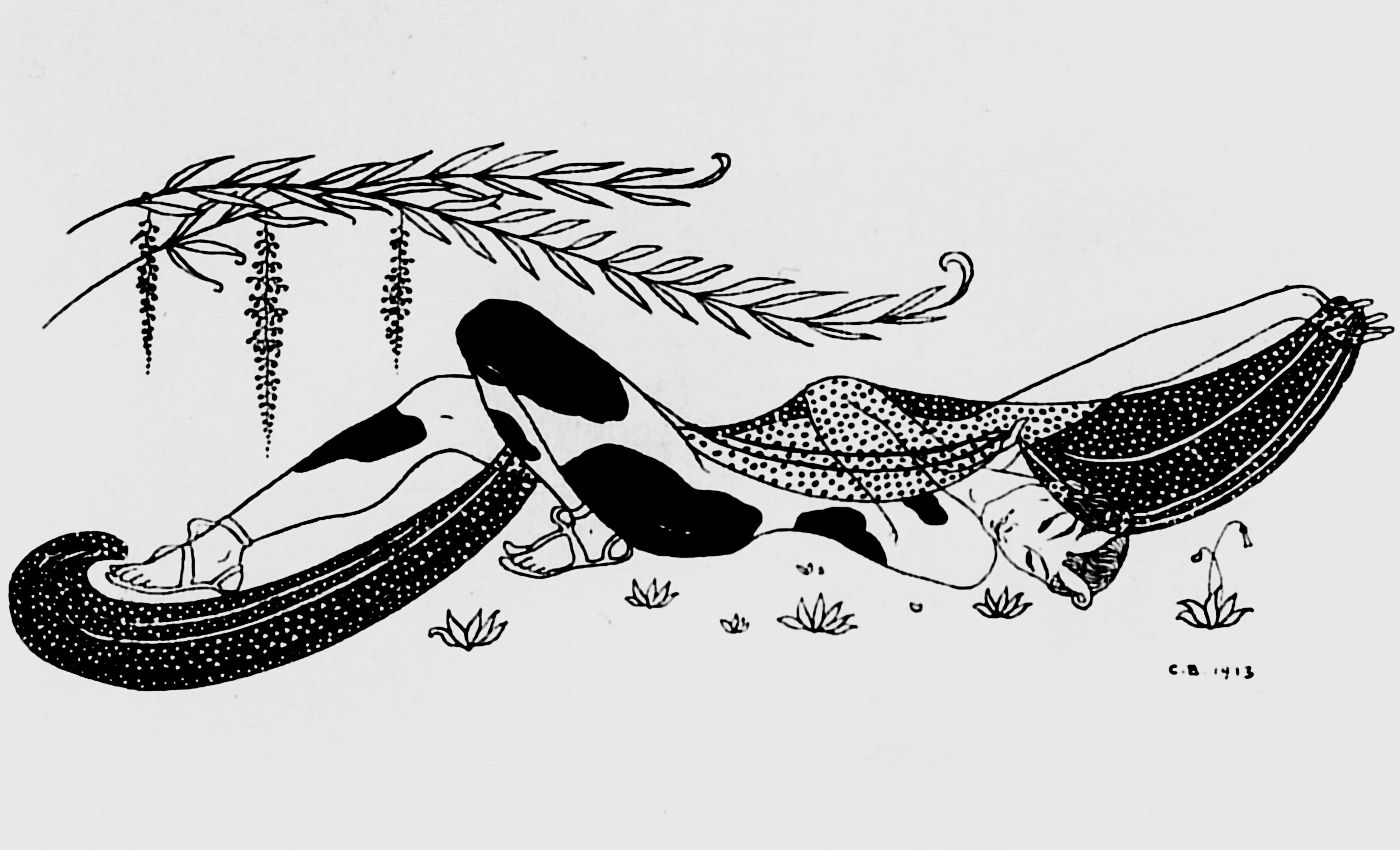
Жорж Барб'є. «Танцівник Вацлав Ніжинський у образі фавна», малюнок 1913 р.

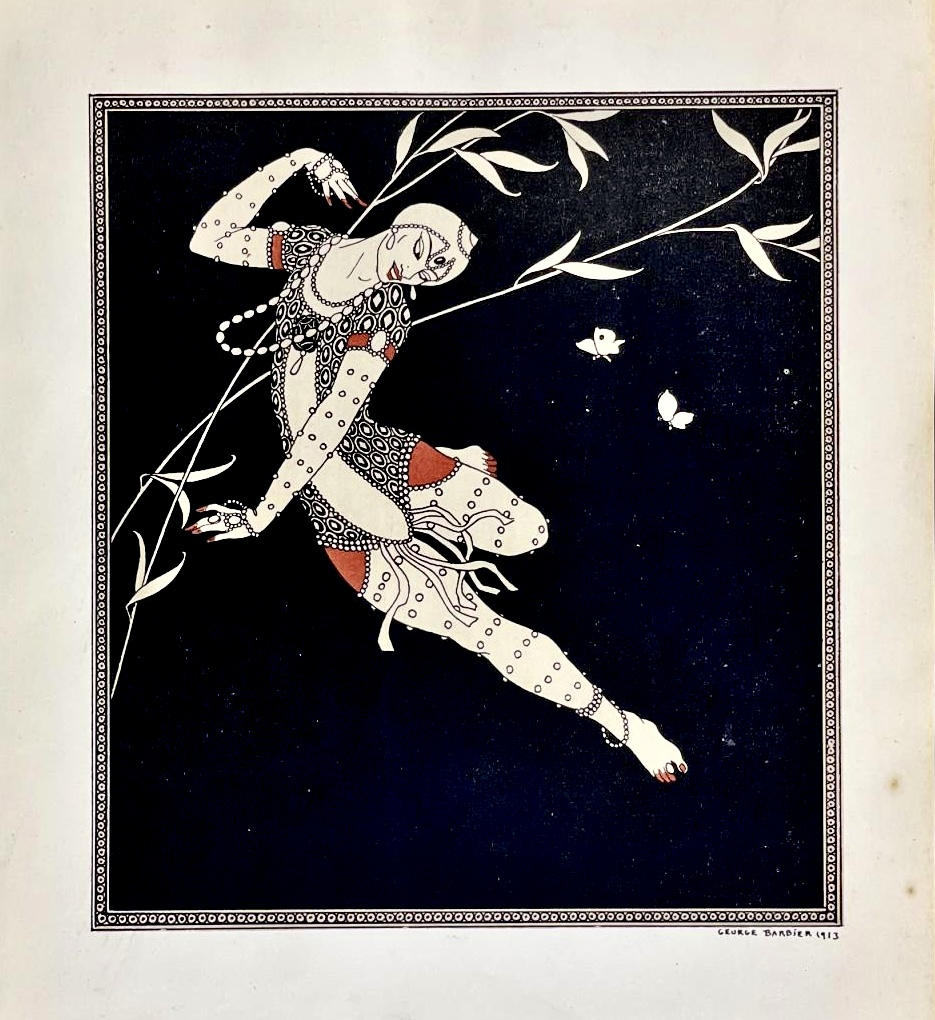
Малюнок 1913 р.
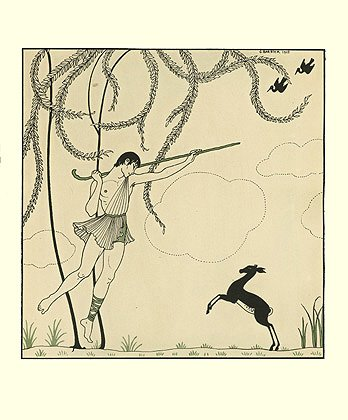
Малюнок з Ніжинським 1913 р.
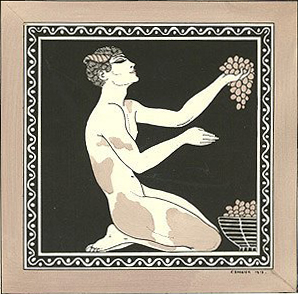
Ніжинський як фавн з виноградом, 1913 р.
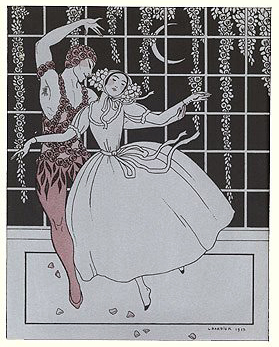
«Тамара Карсавіна та Вацлав Ніжинський», малюнок до хореографічної мініатюри «Видіння троянди», (1911-1913 рр.)